# Mount Hager
Mount Hager är ett berg i Antarktis. Det ligger i Östantarktis. Nya Zeeland gör anspråk på området. Toppen på Mount Hager är 2 420 meter över havet, eller 620 meter över den omgivande terrängen. Bredden vid basen är 8,9 km.
Terrängen runt Mount Hager är kuperad åt nordost, men åt sydväst är den bergig. Trakten är obefolkad. Det finns inga samhällen i närheten. 